# Машина вывода
Машина вывода — программа, которая выполняет логический вывод из предварительно построенной базы фактов и правил в соответствии с законами формальной логики.
- Факт в данном случае — утверждение, являющееся постоянно истинным, например: «Адам является человеком».
- Правило в данном случае — параметризованное утверждение, состоящее из двух частей: условия и результата, например: «Если X является потомком человека, то X является человеком». В данном примере правило определяет условие «X является потомком человека». Если для значения параметра X это условие истинно, то правило превращается в факт «X является человеком».

Для построения базы фактов и правил применяются формальные языки, обычно напоминающие естественный язык, но гораздо более строгие и ограниченные.
Машина вывода обычно может выполнять одну или обе из следующих операций:
- Проверка истинности некоторого факта — истинным считается факт, если он может быть выведен по законам формальной логики из имеющейся базы фактов и правил.
- Нахождение множества значений параметра некоторого правила, при котором данное правило превращается в истинный факт.

В первом случае на вопрос типа «Истинно ли A?» машина вывода даёт ответ «Да» либо «Нет», во втором — на вопрос типа «При каких X истинно правило A(X)?» машина вычисляет все возможные значения X, при подстановке которых в правило A это правило превращается в истинный факт.
В теории построения машин логического вывода не имеет однозначного решения так называемая проблема логического отрицания — проблема способа определения не-истинности факта. В большинстве случаев машина вывода делает вывод о не-истинности факта, если истинность факта не является выводимой из базы фактов и правил, но это может приводить к неправильной интерпретации знаний, поскольку результаты «A ложно» и «A недоказуемо» не различаются.
Машина вывода является базовым элементом экспертных систем и систем исполнения программ, написанных на языках логического программирования, таких как Prolog.

## Механизм вывода
Механизм вывода — это обобщенная процедура поиска решения задачи, которая на основе базы знаний и в соответствии с информационной потребностью пользователя строит цепочку рассуждений (логически связанных единиц знаний), приводящую к конкретному результату.